# Paronychocamptus nanus
Paronychocamptus nanus är en kräftdjursart som först beskrevs av Georg Ossian Sars 1908.  Paronychocamptus nanus ingår i släktet Paronychocamptus och familjen Laophontidae. Arten är reproducerande i Sverige. Inga underarter finns listade i Catalogue of Life.